# DVD region code

Země světa náležící do jednotlivých regionů.

DVD region code (regionální kód DVD) je technika DRM (Digital rights management – kontrola digitálních práv) navržená k tomu, aby umožnila filmovým studiím kontrolovat aspekty ceny a vypuštění daného DVD na trh (co do data premiéry i obsahu) podle daného regionu. DVD disky s filmy vydané těmito studii mohou být opatřeny kódem, který omezí možnost přehrání na určitý region.
Asociace DVDCCA (DVD Copy Control Association) se sídlem v Kalifornii v součinnosti s ACCC (australským vládním antimonopolním „watchdogem“) vyžaduje, aby výrobci DVD přehrávačů do nich zakomponovali RPC system (Regional Playback Control System), který toto rozdělení a toto omezení přehrávání implementuje.
Podle tohoto rozdělení existuje šest regionů a dvě neformální variace. DVD disky mohou používat jeden kód nebo kombinaci více kódů (Multi-Region) nebo být bez omezení (což odpovídá hodnotě Region All).
Vynucení této restrikce je implementováno v DVD přehrávačích – tj. přehrávač určený pro prodej do země daného regionu si „pamatuje“ číslo svého regionu a disk, který pro něj není určen, odmítne přehrát. Toto platí pro drtivou většinu přehrávačů, existují ale tzv. region free přehrávače, které toto omezení nemají, popř. lze přehrávač hardwarově upravit tak, aby regionální omezení neuplatňoval.
| DVD region code | Oblast |
| --------------- | --- |
| 0               | „celosvětově“ (kombinace kódů 1 až 6) |
| 1               | Spojené státy americké a jeho teritoria, Kanada, Bermudy |
| 2               | Evropa (kromě Ruska, Ukrajiny a Běloruska), Blízký východ, Egypt, Japonsko, Jižní Afrika, Svazijsko, Lesotho, Grónsko                                             |
| 3               | Jihovýchodní Asie, Jižní Korea, Tchaj-wan, Hongkong, Macao |
| 4               | Mexiko, Střední Amerika, Jižní Amerika, Austrálie, Nový Zéland, Oceánie                                                                                           |
| 5               | Indie, Afghánistán, Ukrajina, Bělorusko, Rusko, Afrika (kromě Egypta, Jihoafrické republiky, Svazijska a Lesotha), Střední a Jižní Asie, Mongolsko, Severní Korea |
| 6               | Čína, Hongkong |
| 7               | Rezervováno pro budoucí použití (používané v některých předpremiérových DVD pro kritiky/novináře pro vypuštění na asijský trh)                                    |
| 8               | Použití v mezinárodní dopravě (letadla, výletní lodě) |
| ALL             | Kombinace všech předchozích kódů. |